# Mondarrain

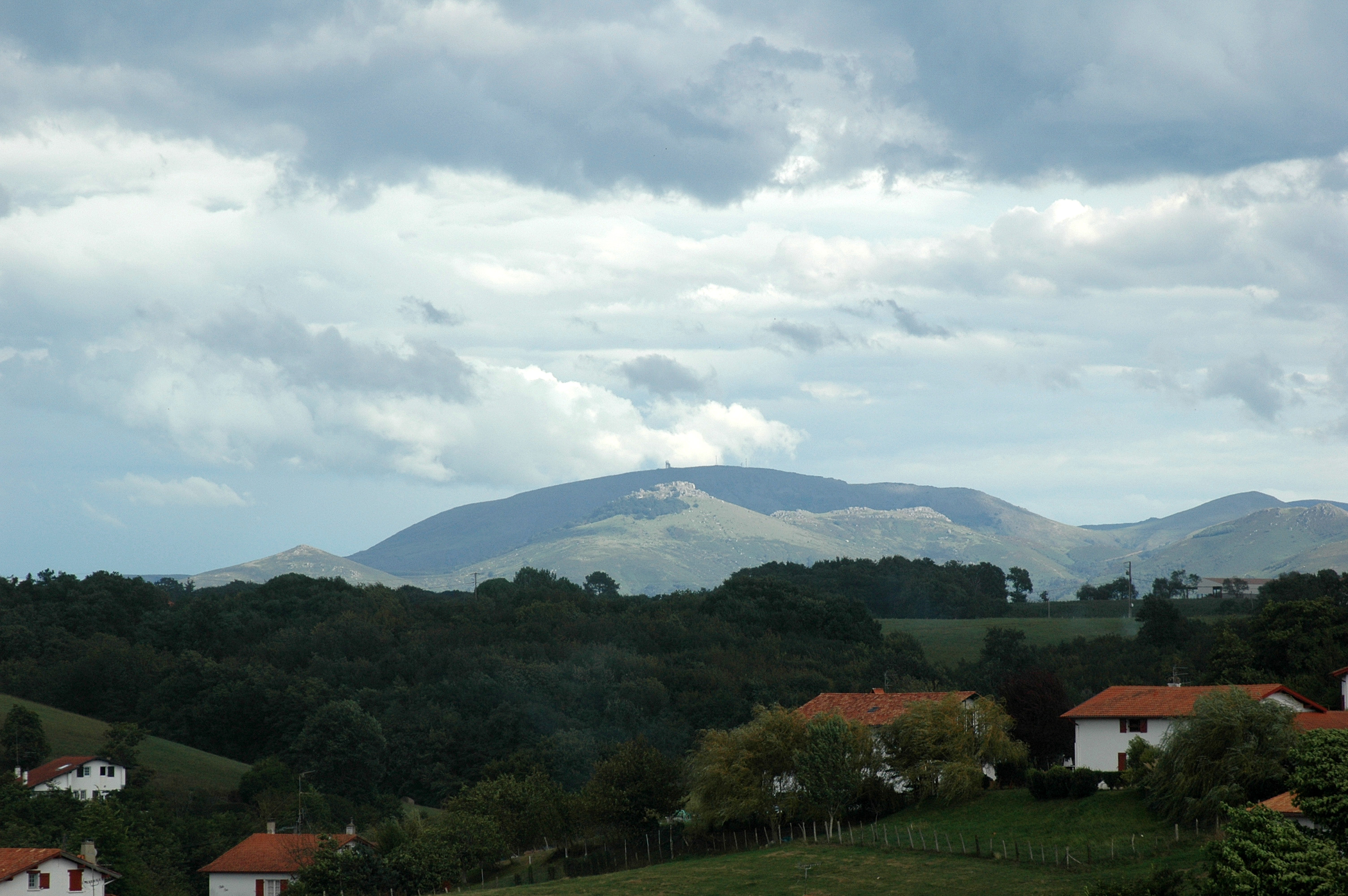
Vue sur le Mondarrain (749 m) et l'Artzamendi (924 m), depuis Ahetze.

Le Mondarrain (Arranomendi en basque) est un mont du Pays basque français, au sud d'Espelette et au sud-ouest d'Itxassou, dans la province du Labourd, culminant à 749 m d'altitude dans le département des Pyrénées-Atlantiques en région Nouvelle-Aquitaine.

## Toponymie
Selon Bernard Elissèche, Mondarrain viendrait de Arrain (contraction de arri-gain qui signifie « haut rocheux » en basque). Son nom était autrefois Montferrand et des activités métallurgiques s'y déroulaient durant l'époque romaine.
Arranomendi signifie « montagne de l'aigle » (Arrano signifie « aigle » et mendi « montagne »).

## Géographie

### Topographie
Le Mondarrain, culminant à 750 m, est un sommet dominant la vallée du Laxia face à l'Artzamendi dans un massif qui sépare les bassins de la Nivelle et de la Nive sur le versant atlantique des Pyrénées. Il est situé au nord d'une ligne de crête articulée sur le Gorramendi, en passant par les crêtes de Bizkailuze et le Gorospil.
Il se caractérise par une silhouette symétrique, couronné d'une falaise, et des vestiges de fortification. Le front rocheux du Mondarrain constitué d'une roche gréseuse lui vaut une bonne réputation auprès des varappeurs de la région.

### Milieux naturels
Les landes à fougères et ajoncs constituent la végétation naturelle dominante du massif du Mondarrain avec quelques boisements de chênes et de hêtres. Des tourbières forment de petites taches disséminées sur le flanc de la montagne. Ces zones humides très particulières accueillent de nombreuses espèces rares, souvent spécifiques de ces milieux humides et acides, comme les droséras et les pinguiculas (plantes carnivores), le Lys des marais et le Lézard vivipare.

## Voies d'accès
Depuis l'interdiction de stationner sur la route Gerastoko Bidea, on y accède depuis le village d'Itxassou, d'où il est possible de rejoindre à pied le col de Légarré (349 m), en montant en direction du sud-ouest au flanc du mont Atharri (370 m) (balisé « tour d'Urzumu » puis « col d'Atharri »). Du col de Légarré, un chemin (balisé « col de Zuharreta ») qui longe un bois conduit au col d'Amezketa (476 m). De là, il est possible d'atteindre directement le Mondarrain, par un chemin escarpé, mais il est plus aisé de le contourner par son flanc ouest et d'accéder au sommet par la crête sud.
C'est une promenade facile. Compter quatre heures de marche pour l'aller-retour depuis les parkings du village.
On trouve au sommet de nombreux blocs de rocher qui se prêtent bien à la pratique de l'escalade de bloc.

## Protection environnementale
Afin de protéger ce patrimoine exceptionnel, le conservatoire d'espaces naturels d'Aquitaine en partenariat avec les communes d'Espelette et d'Itxassou mène depuis 1996 des actions de gestion et de suivi écologique. Des clôtures préservent les zones les plus fragiles du piétinement par le bétail et du passage des véhicules tout terrain.
Le massif du Mondarrain et de l'Artzamendi est inscrit au réseau Natura 2000 (Code INPN : FR7200759). Il a fait l'objet d'un document d'objectifs rédigé par le CEN Aquitaine en partenariat avec l'EHLG (Euskal Herriko Laborantza Ganbara) et validé en avril 2013.

## Mythologie
Selon la légende, des laminak vivaient au plus haut de la montagne. Tous les matins, avant le lever du soleil, Basanderea ou la Dame Sauvage allait sur la crête du Mondarrain se peigner avec un peigne en or. Visible par les bergers, un jour, l'un d'eux déroba le peigne d'or de Basanderea et prit la fuite. S'étant mise à la poursuite de ce dernier, elle dut abandonner la course-poursuite dès que les premiers rayons du soleil apparurent. Elle rentra aussitôt dans son antre et le berger demeura en possession du peigne d'or.